# Бистром, Родриг Григорьевич
Барон Родриг Григорьевич Бистром (нем. Rodrigo Freiherr von Bistram; 1809—1886/1887) — генерал-адъютант, генерал от инфантерии в русской императорской армии. В 1853—1860 гг. командир лейб-гвардии Семёновского полка, впоследствии член Военного совета.

## Биография
Родился в Якобштадте 15 (27) сентября 1809 года в семье остзейских дворян Курляндской губернии. Его отец, Карл Бистром (18.10.1777—01.05.1841) женился 16 января 1804 года на баронессе Аполлонии Энгельгардт (10.12.1789—31.07.1870) — дочери юриста Георга Энгельгардта и племянницы генерала Г. Г. Энгельгардта. Двоюродный брат генерала Е. И. Майделя.
Военную службу начал в 1827 году унтер-офицером лейб-гвардии Семёновского полка, где, по окончании курса в школе гвардейских подпрапорщиков, 25 марта 1828 года произведён в прапорщики.
Начало службы барона Бистрома ознаменовано участием его в двух походах; в русско-турецкой войне 1828—1829 годов, вместе с полком, он находился, между прочим, при осаде крепости Варны, а перейдя затем в 1831 году в пределы возмутившейся Польши, принял участие в сражении при Жолтках и во взятии приступом первых укреплений и городового вала Варшавы, причём за отличия в последней кампании был награждён орденом Святой Анны 4-й степени и польским знаком «Virtuti militari» 4-й степени, а также именным Высочайшим благоволением.
Произведённый в 1845 году в полковники, Бистром 3 сентября 1851 года пожалован званием флигель-адъютанта, 6 декабря 1853 года произведён в генерал-майоры Свиты Его Величества и назначен командиром лейб-гвардии Семёновского полка, с которым во время Восточной войны состоял в корпусе, назначенном для обороны побережья Балтийского моря. 26 ноября 1854 года ему за беспорочную выслугу 25 лет в офицерских чинах был пожалован орден Святого Георгия 4-й степени (№ 9340 по кавалерскому списку Григоровича—Степанова). Вслед за тем он получил ордена Св. Станислава 1-й степени (в 1857 году) и Святой Анны 1-й степени (в 1859 году).
30 августа 1860 года он был назначен генерал-адъютантом и, произведённый 23 апреля 1861 года в генерал-лейтенанты, получил вскоре в командование 2-ю гвардейскую пехотную дивизию, во главе которой выступил в 1863 году в Польшу для усмирения мятежа.
В 1865 году награждён орденом Св. Владимира 2-й степени. В октябре 1868 года награждён орденом Белого орла и определён на пост помощника главнокомандующего войсками гвардии и Санкт-Петербургского военного округа великого князя Николая Николаевича Старшего и оставался в этой должности до назначения в 1874 году членом Военного совета, причём 30 августа 1869 года был произведён в генералы от инфантерии и в 1871 году награждён орденом Св. Александра Невского (алмазные знаки к этому ордену пожалованы в 1874 году). Ко дню 50-летия своей службы в 1878 году Бистром получил орден Св. Владимира 1-й степени, а незадолго до смерти удостоился ордена Святого Андрея Первозванного.
Умер 20 декабря 1886 (1 января 1887) года в Санкт-Петербурге, похоронен на Волковом лютеранском кладбище.

## Семья
Был дважды женат:
- 1-я жена (с 20 февраля 1845, в Ковно) — Катарина, урождённая баронесса фон Торнау (25.11.1823—03.05.1861);
- 2-я жена (с 8 апреля 1866 в Петербурге) — Мария, урождённая баронесса фон Ган (08.09.1822—26.09.1900).

Имел девятерых детей, большинство из которых умерли в младенчестве. Взрослыми стали:
- барон Фёдор (Фердинанд) Родригович Бистром (26.12.1845—02.01.1915), действительный статский советник, владелец доходного дома в Санкт-Петербурге (так называемый Бароновский дом, впоследствии общежитие Кировского завода)
- барон Николай Родригович Бистром (28.11.1849—13.06.1913)